# كارل هوبنر
كارل هوبنر (بالألمانية: Carl Wilhelm Hübner)‏ هو رسام ألماني، ولد في 17 يونيو 1814 في كونيغسبرغ في الإمبراطورية الروسية، وتوفي في 5 ديسمبر 1879 في دوسلدورف في ألمانيا.